# Cité (Paris metro)
Cité är en station för linje 4 i Paris tunnelbana. Stationen invigdes år 1910 och är unik då den ligger på en ö i floden Seine. Det finns bara en station på ön Île de la Cité. Utformningen av stationen är annorlunda än de flesta andra stationer i Paris med högt i tak och stora valv och en trappa som går i ett öppet schakt. I närheten finns sevärdheten och kyrkan Notre-Dame samt Sainte-Chapelle.

## Bilder

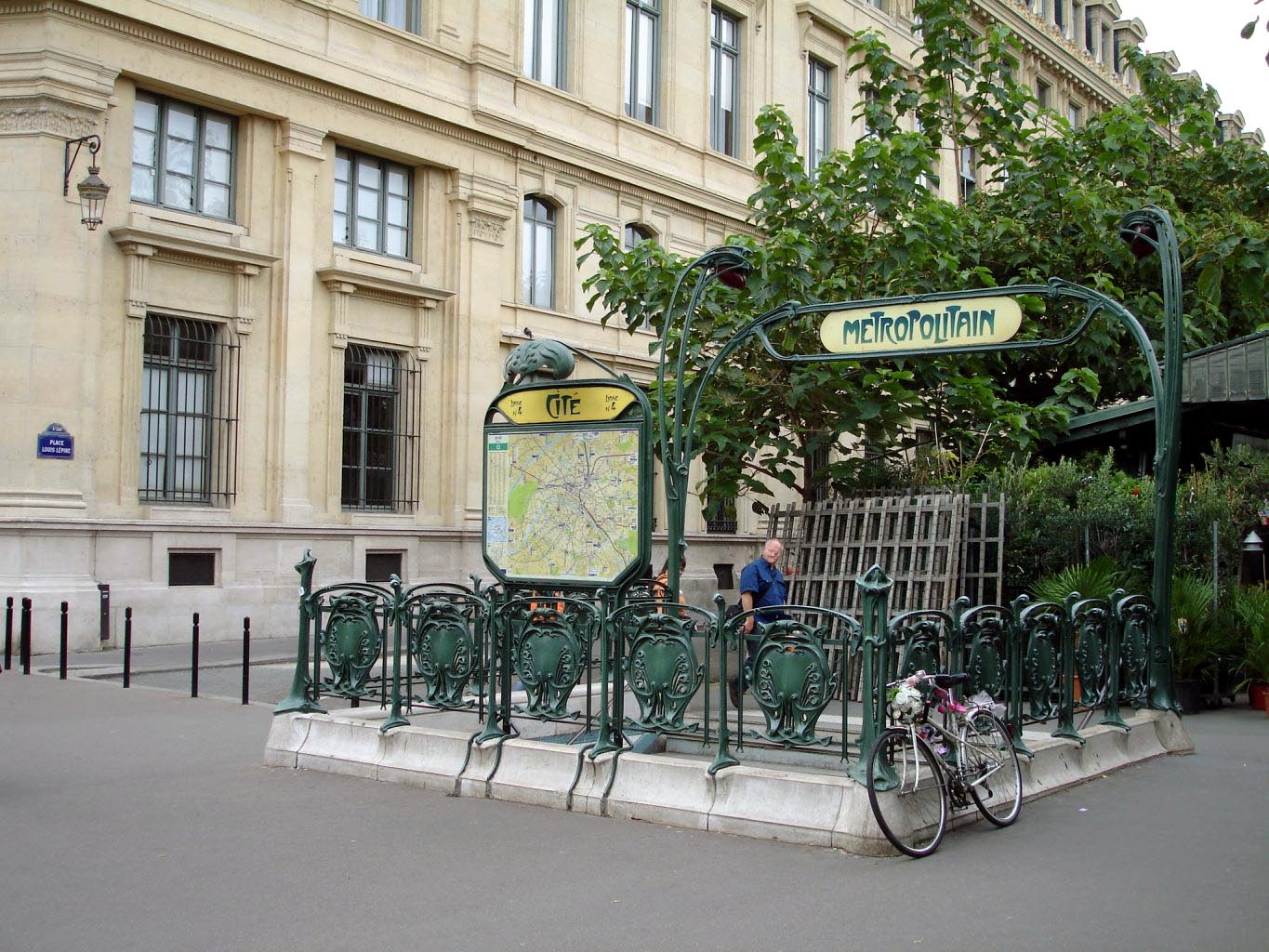
Entrén till stationen
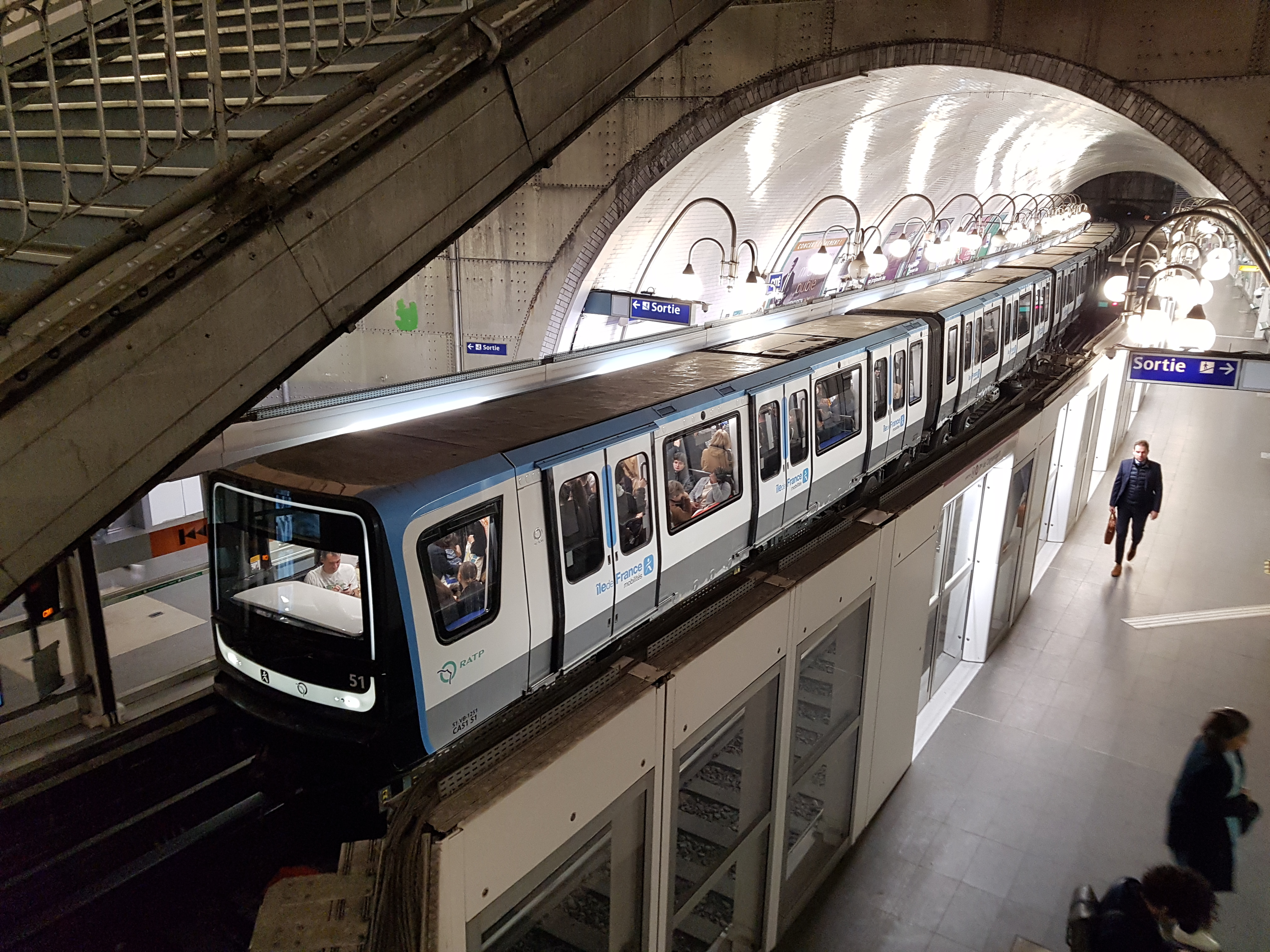
Trappan ner till perrongen.
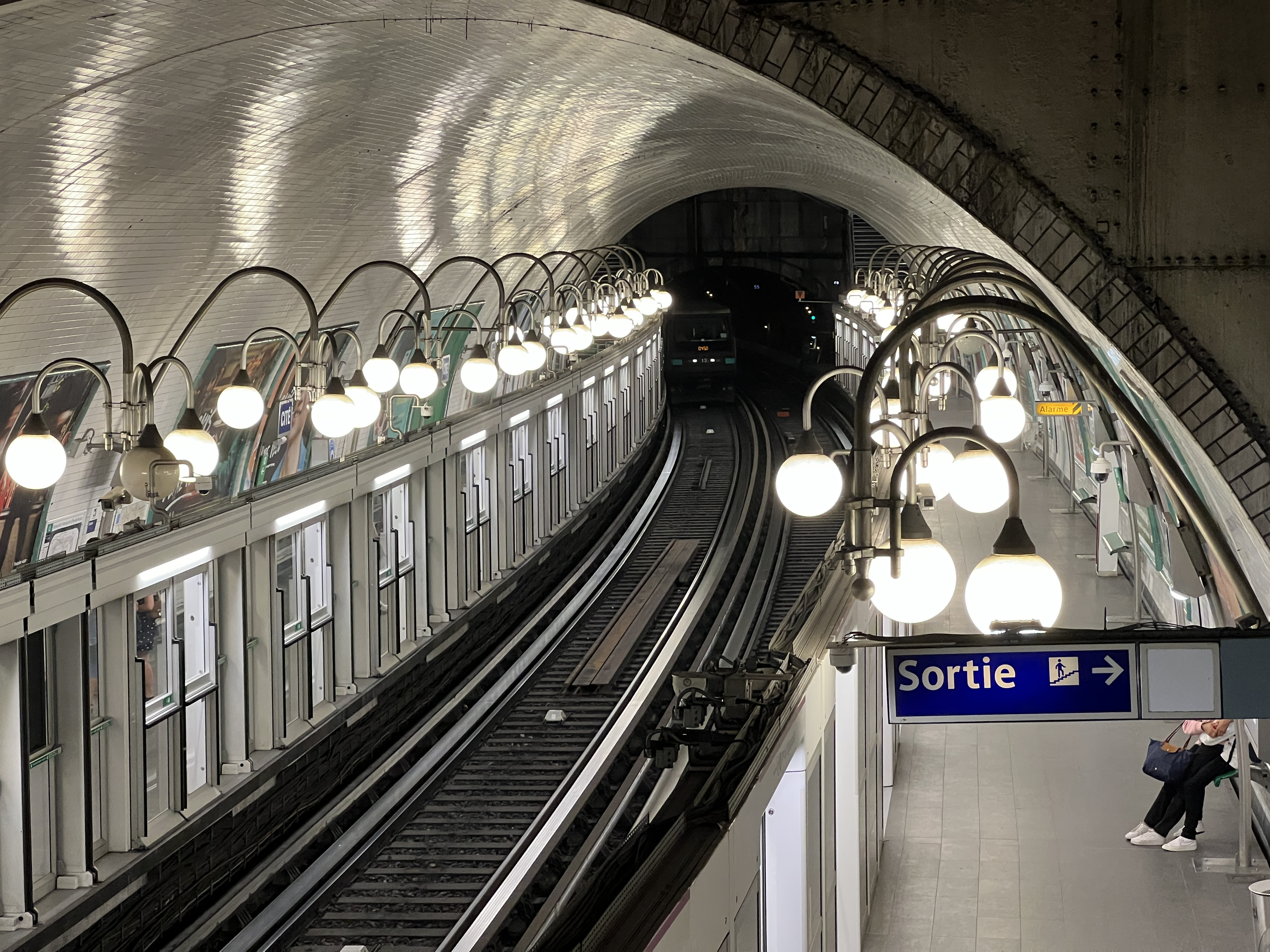
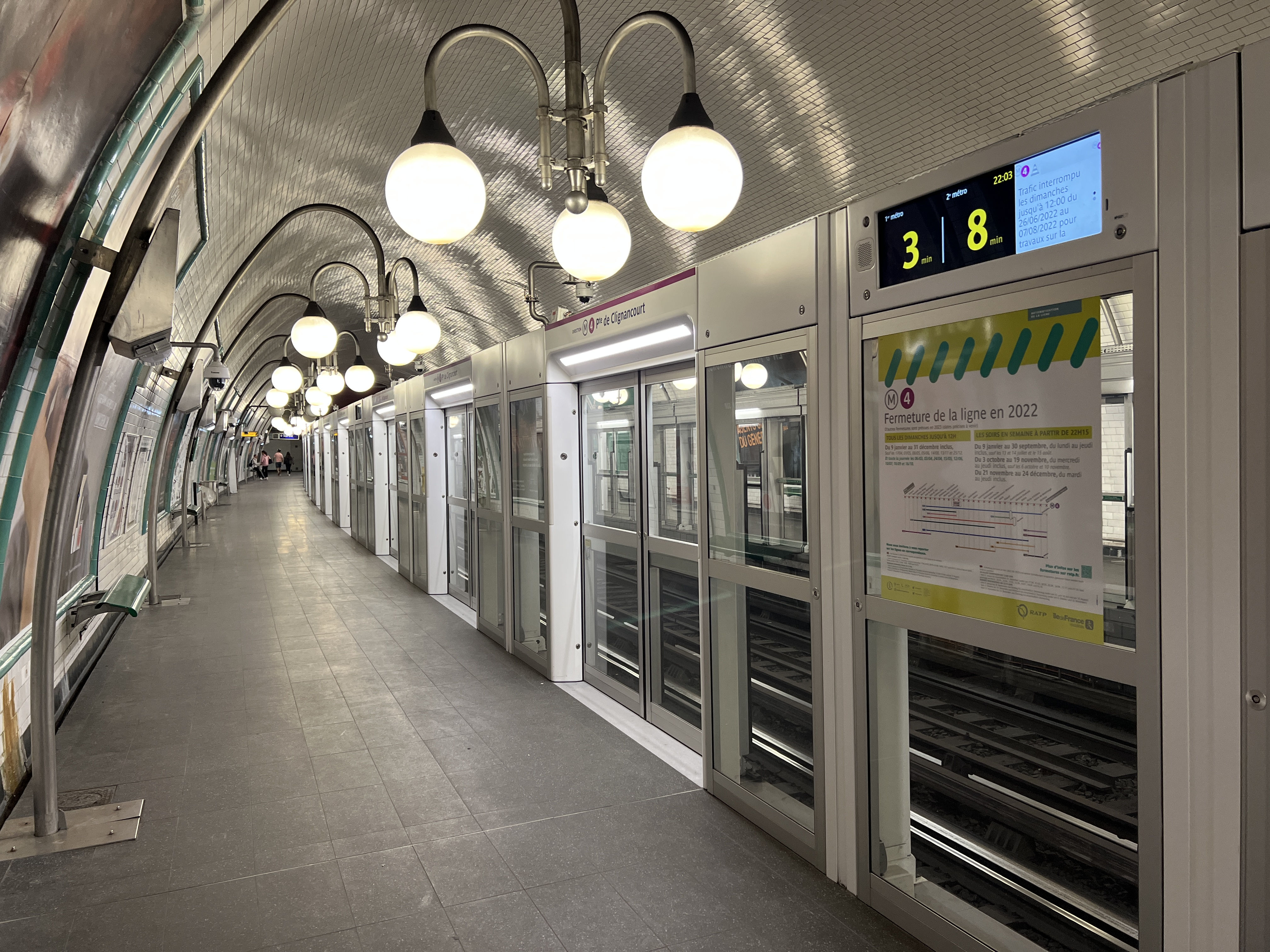
Perrongen